# José Luis García Delgado
José Luis García Delgado (Madrid, 1944) es un economista, historiador de la economía y profesor universitario español.
Licenciado en Derecho y Ciencias Económicas, en 1967 ingresó como profesor en la Universidad Complutense de Madrid donde alcanzó la cátedra de Economía Aplicada en 1982 y en la Universidad de Oviedo. Hasta 2004 fue rector de la Universidad Internacional Menéndez Pelayo. Actualmente es catedrático de economía aplicada en la Universidad Nebrija.
Sus trabajos publicados se han centrado en el proceso de industrialización de la economía española en el siglo XX. Es académico de la Real Academia de Ciencias Morales y Políticas. Es autor de La modernización económica en la España de Alfonso XIII (2002), además de dirigir obras como Santiago Alba. Un programa de reforma económica en la España del primer tercio del siglo XX (1989), junto a Mercedes Cabrera o Francisco Comín Comín.

## Honores
- Doctor honoris causa de la Universidad de Oviedo (1994)

## Premios
- Premio Rey Juan Carlos I de Economía (2016) por sus aportaciones al «estudio de la transformación y modernización económica de la España contemporánea».[3]